# Salif Coulibaly
Salif Coulibaly (sinh ngày 13 tháng 5 năm 1988) là một cầu thủ bóng đá người Mali thi đấu ở vị trí hậu vệ cho TP Mazembe.

## Sự nghiệp quốc tế

### Bàn thắng quốc tế
Tỉ số và kết quả liệt kê bàn thắng của Mali trước.
| #  | Ngày                | Địa điểm                              | Đối thủ   | Tỉ số | Kết quả | Giải đấu                            |
| -- | ------------------- | ------------------------------------- | --------- | ----- | ------- | ----------------------------------- |
| 1. | 13 tháng 6 năm 2015 | Sân vận động 26 tháng 3, Bamako, Mali | Nam Sudan | 2–0   | 2–0     | Vòng loại Cúp bóng đá châu Phi 2017 |

## Thống kê câu lạc bộ
Last Update 2 tháng 10 năm 2014 
| Thành tích câu lạc bộ | Thành tích câu lạc bộ | Thành tích câu lạc bộ | Giải vô địch | Giải vô địch |
| --------------------- | --------------------- | --------------------- | ------------ | ------------ |
| Mùa giải              | Câu lạc bộ            | Giải vô địch          | Số trận      | Bàn thắng    |
| Iran                  | Iran                  | Iran                  | Giải vô địch | Giải vô địch |
| 2013–14               | Esteghlal Khuzestan   | Pro League            | 16           | 2            |
| 2014–15               | Esteghlal Khuzestan   | Pro League            | 11           | 0            |
| Tổng cộng             | Tổng cộng             | Tổng cộng             | 27           | 2            |